# Francisco Galván
Pour les articles homonymes, voir Galván.
Galván  Fernández est un nom espagnol. Le premier nom de famille, en général paternel, est Galván ; le second, en général maternel, souvent omis, est Fernández.
Francisco Galván Fernández, né le 1er décembre 1997 à Lliçà d'Amunt, est un coureur cycliste espagnol. Il est membre de l'équipe Kern Pharma.

## Biographie
Francisco Galván est originaire de Lliçà d'Amunt, une commune située en Catalogne. Surnommé "Kiko", il commence le cyclisme en 2009. 
De 2016 à 2019, il court au sein du club Lizarte. Bon puncheur, rapide au sprint, il se distingue en obtenant quelques victoires et de nombreuses places d'honneur, notamment en Coupe d'Espagne amateurs. 
Il passe finalement professionnel en 2020 dans la nouvelle équipe Kern Pharma, créée sur la structure de Lizarte. Souvent malade ou victime de chutes de courses, il connaît un début de saison difficile. Après la pandémie de Covid-19, il reprend la compétition au Tour de Burgos, où il s'échappe à deux reprises. Deux semaines plus tard, il se révèle chez les professionnels en terminant neuvième du Tour du Limousin-Nouvelle-Aquitaine.
En 2021, il termine notamment quatrième du Grand Prix La Marseillaise et du Tour de l'Alentejo. Il réalise également divers tops 10 sur des étapes du Tour du Limousin, du Tour d'Allemagne et du Tour de Slovaquie. Lors de la saison 2022, il prend la troisième place du Grand Prix La Marseillaise.

## Palmarès et classements mondiaux

### Palmarès par années
- 2015
  - Tour de Pampelune
- 2018
  - 2e du Tour de Castellón
  - 3e du San Roman Saria
  - 3e du Mémorial Etxaniz
  - 3e du San Bartolomé Sari Nagusia
- 2019
  - Trophée Guerrita
  - Mémorial Etxaniz
  - Tour de Cantabrie :
    - Classement général
    - 1re étape

  - 1re étape du Tour de Galice (contre-la-montre par équipes)
  - 3e de l'Aiztondo Klasica
  - 3e de la Clásica Ciudad de Torredonjimeno
  - 3e de la Coupe d'Espagne amateurs
  - 3e de la Berangoko Klasika
  - 3e de la Bizkaia 3E
  - 3e du Mémorial Agustín Sagasti
- 2022
  - 3e du Grand Prix La Marseillaise
- 2025
  - 3e du Grand Prix La Marseillaise

### Résultats sur les grands tours

#### Tour d'Espagne
1 participation
- 2022 : 105e

### Classements mondiaux
| Année                                 | 2020  | 2021 | 2022 | 2023  | 2024 |
| ------------------------------------- | ----- | ---- | ---- | ----- | ---- |
| Classement mondial                    | 1016e | 596e | 452e | 1889e | 389e |
| UCI Europe Tour                       | 790e  | 480e | 359e | nc    | nc   |
|                                       |       |      |      |       |      |
| Légende : nc = non classéSource : UCI |       |      |      |       |      |